# Polydesmus granosus
Polydesmus granosus är en mångfotingart som beskrevs av Paul Gervais och Justin Goudot 1844. Polydesmus granosus ingår i släktet Polydesmus och familjen plattdubbelfotingar. Inga underarter finns listade i Catalogue of Life.